# Tengku Ismail Leon Petra
Tengku Ismail Leon Petra (também Tengku Ismail Leon Petra Bin Tengku Muhammad V Faris Petra - 21 de maio de 2019, Rússia) é o filho do sultão Muhammad V de Kelantan e de sua segunda esposa, Rihana Oksana Petra. 
Ele é o primeiro filho e único filho do Sultão, mas de acordo com especialistas na realeza da Malásia, para ascender ao trono como Príncipe Herdeiro de Kelantan e Rei da Malásia, ele precisa ser "uma realeza na ordem de ascender ao trono". 
Em julho de 2019 o Palácio de Kelantan afirmou que o irmão do Sultão, Tengku Muhammad Faiz Petra, é o Príncipe Herdeiro por direito.

## Ação para reconhecimento da paternidade e ameaças de morte
Desde a separação, Muhammad sempre negou ser pai de Ismail, o que fez sua mãe, Oksana, abrir um processo judicial de reconhecimento da paternidade e de pensão alimentícia. Devido a isto e à exposição do caso na imprensa, segundo Oksana, Ismail foi ameaçado de morte em final de 2019. Ela pediu proteção à polícia russa e se mudou de Moscou para uma cidade desconhecida. 